# Michael Hübner
Michael Hübner (Karl-Marx-Stadt, 8 aprile 1959 – Chemnitz, 12 novembre 2024) è stato un pistard tedesco.

## Biografia
Nato a Karl-Marx-Stadt nella Germania Est, ha fatto parte della società sportiva SC Karl-Marx-Stadt dal 1974 fino all'inizio degli anni '90. Ha vinto due volte i campionati tedeschi orientali nella velocità e si è classificato sei volte secondo. Non partecipò mai ai Giochi olimpici in quanto battuto dal due volte campione olimpico Lutz Heßlich sia nel 1984 che nel 1988.
Dopo la riunificazione della Germania, Hübner divenne professionista e vinse immediatamente i Campionati del mondo di ciclismo su pista nella velocità. Nello stesso anno vinse anche il primo di tre titoli mondiali consecutivi nel keirin. Nel 1995 è diventato anche campione del mondo nello velocità a squadre.
Nel 1997 concluse la sua carriera sportiva. Dal 2009 al 2022 fu direttore sportivo del Team Theed.Projekt Cycling e fino al 2019 del Team Natural Gas.2012. Nel 2002 fu inserito nella Hall of fame dall'Unione Ciclistica Internazionale.
È deceduto il 12 novembre 2024 a 65 anni all'ospedale di Chemnitz, in Sassonia.

## Palmarès
- 1981

Campionati tedeschi orientali, Velocità individuale
- 1982

Gran Prix di Parigi
- 1985

Gran Prix di Copenaghen
- 1986

Campionati del mondo, Velocità individuale amatori
- 1989

Gran Prix di Parigi
Campionati tedeschi orientali, Velocità individuale
- 1990

Gran Prix di Parigi
Gran Prix di Copenaghen
Campionati del mondo, Velocità individuale pro
Campionati del mondo, Keirin pro
- 1991

Campionati del mondo, Keirin pro
- 1992

Campionati del mondo, Velocità individuale pro
Campionati del mondo, Keirin pro
- 1993

Gran Prix di Parigi
- 1995

Gran Prix di Copenaghen
Campionati del mondo, Velocità a squadre (con Jens Fiedler e Jan van Eijden)
- 1996

Campionati tedeschi, Velocità a squadre (con Jens Fiedler e Jan van Eijden)

### Competizioni mondiali
- Campionati del mondo su pista

Zurigo 1983 - Velocità amatori: 3º
Bassano 1985 - Velocità amatori: 2º
Colorado Springs 1986 - Velocità amatori: vincitore
Vienna 1987 - Velocità amatori: 3º
Lione 1989 - Velocità amatori: 2º
Maebashi 1990 - Velocità amatori: vincitore
Maebashi 1990 - Keirin amatori: vincitore
Stoccarda 1991 - Keirin pro: vincitore
Valencia 1992 - Keirin pro: vincitore
Valencia 1992 - Velocità pro: vincitore
Hamar 1993 - Velocità: 2º
Palermo 1994 - Velocità: 3º
Palermo 1994 - Keirin: 2º
Bogotà 1995 - Velocità a squadre: vincitore
Bogotà 1995 - Keirin: 2º
Manchester 1996 - Velocità a squadre: 2º